# 米特爾湖
50°48′39″N 6°50′40″E / 50.810917°N 6.844438°E

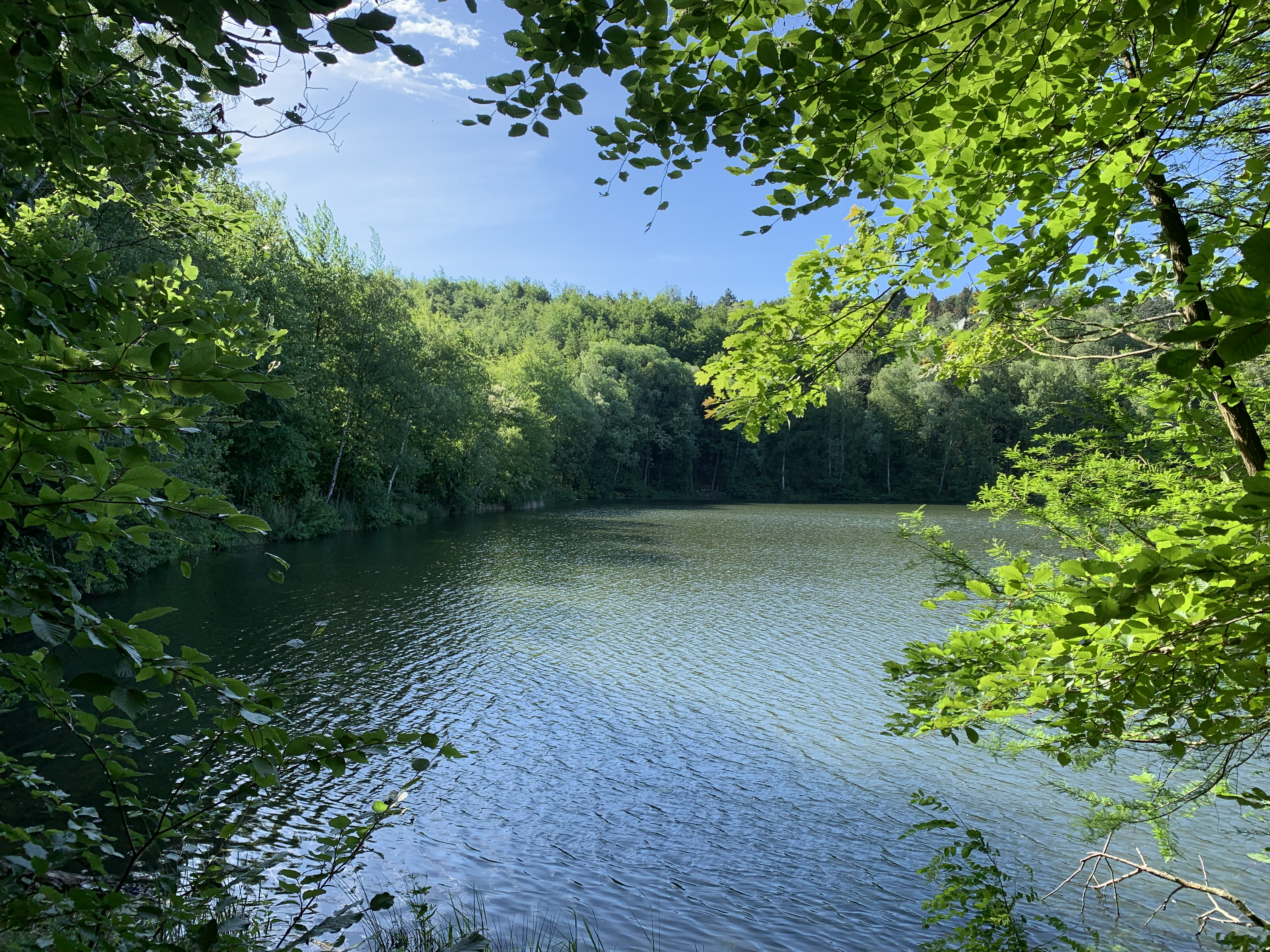

米特爾湖（德語：Mittelsee），是德國的湖泊，位於該國西部，由北萊茵-威斯特法倫州負責管轄，處於埃爾夫特施塔特，長0.4公里、寬0.2公里，面積0.06平方公里，海拔高度102米，平均水深2.4米，最大水深6.4米。